# Xavier Longobardi
Xavier Longobardi est un peintre abstrait français, né le 8 janvier 1923 à Alger et mort le 16 mars 2010 au Puy-Sainte-Réparade,.

## Biographie
Le grand-père maternel de Xavier Longobardi est officier-interprète en langue arabe. Son père, inspecteur puis trésorier du ministère des Finances, pratique la peinture en amateur, sa mère, déléguée à la liberté surveillée au Tribunal pour enfants, le piano.
Après une scolarité chez les Jésuites du collège de Notre-Dame d'Afrique, il poursuit ses études à l'université d'Alger. En novembre 1942 il s’engage comme volontaire et participe durant trois ans aux campagnes du général De Lattre de Tassigny réalisant plus de trois cents portraits de ses compagnons. Il est décoré de la Croix de guerre.
À sa démobilisation, Xavier Longobardi est professeur de dessin dans le collège où il avait fait ses études, reprend ses études à l'Université où il suit les cours d'André Mandouze. En 1946 une bourse d'ancien combattant lui est accordée, il part à Paris où son ami Paul Élie Dubois lui cède son atelier. Abandonnant rapidement l'École des beaux-arts où il était admis, il travaille seul et dessine à l'Académie de la Grande Chaumière. Il fréquente simultanément à la Sorbonne les cours de Jean Wahl, Étienne Souriau, René Le Senne, Raymond Bayer, à l'Institut d'art et d'archéologie ceux de Réau, Chastel, Lavedan, qui est son directeur de thèse. En 1948 il en interrompt la préparation pour se consacrer entièrement à la peinture.
Depuis 1952, Xavier Longobardi  vit et travaille à Paris et à Aix-en-Provence.

## L'œuvre
À partir de 1951, la peinture de Xavier Longobardi prend la direction de l’abstraction.
« Chez lui la couleur est une lumière interne aux objets imaginaires qu'il nous propose, d'où son faste. Ce n'est pas comme pour la plupart des peintres du Sud un renvoi d'une lumière externe à l'objet. ».
Il a créé de nombreux cartons de tapisseries,des lithographies, linogravures et sérigraphies. Il a également illustré plusieurs ouvrages, dont Certitudes et incertitudes de la science de Louis de Broglie.

## Expositions personnelles
- 1952 : galerie Saint-Jacques, Paris
- 1953 : galerie de Beaune, Paris
- 1954/1955 : galerie Arnaud, Paris
- 1956/1957/1959 : galerie Lucien Durand, Paris
- 1964 : galerie Maurice Garnier, Paris
- 1968 : « Structurations puissance », Musée d'art moderne de la ville de Paris
- 1965 : Esch-sur-Alzette
- 1966 : Musée Picasso, Antibes, et Musée de L’Athénée, Genève
- 1968 : Structurations (avec Pierre Gastaud), musée d'art moderne de la ville de Paris, section de l’ARC (Art-Recherche-Confrontation)
- 1972 : musée de Tessé, Le Mans
- 1981 : musée R. Brindisi, Ferrare
- 1984 : Maison des Arts, Sochaux
- 1987 : galerie Suzanne Pons, Cannes; C.A.L.A.T, Privas
- 1988 : galerie Callu Mérite, Paris
- 1989 : galerie Bellint, Paris
- 1990 : galerie Art Prestige, Paris; galerie François Clouet, Vanves
- 1991 : galerie Régis Dorval, Le Touquet
- 1999 : M.A.L.S., Sochaux; Treffpunkt, Saarlouis

## Expositions collectives
- 1952 : Salon des indépendants
- 1955-1964 : Salon Comparaisons
- 1959 1960 : Salon de mai
- 1959 : Salon des Tuileries
- 1962-1966 : Salon d’automne
- Depuis 1967 : Salon des artistes décorateurs ainsi que Grands et Jeunes d’Aujourd’hui, Salon des réalités nouvelles
- 1954 : galerie Saint-Jacques, Paris
- 1955 : Divergences et Collages, galerie Arnaud, Paris
- 1956 : Rose Fried Gallery, New York
- 1957 : Cinquante ans de peinture abstraite, galerie Creuze, Paris
- 1958 : Tapisserie 58, musée des arts décoratifs, Paris
- 1960 : Sélection du Salon de mai, Zurich
- 1966 : Cinq peintres-cartonniers, musée de Marseille
- 1967 : L’Âge du jazz, Antibes
- 1968 : Triennale de Milan
- 1971 : Air France et l’Art d’aujourd’hui, musée Galliera, Paris
- 1975 : Première Biennale française de la tapisserie, Menton

## Musées
Ses œuvres sont présentes dans les musées de : Alger, Antibes, Châteauroux, Constantine, Dunkerque, Ferrare, Genève, Harnheim, Londres, Paris, Zurich

## Réalisations publiques
- School House Lane à Philadelphie
- Gotham Hôtel de New York
- Présidence de la République d’Abidjan
- Rectorat de l’Académie de Poitiers
- Paquebot France

#### Monographies
- Jean-Pierre Jouffroy, L'espace et la lumière de Xavier Longobardi, Aix-en-Provence, Éditions Clair-Obscur, 1982  (ISBN 2-904218-00-9)
- Xavier Longobardi, œuvres de 1989-1990, texte de François de Villandry, Paris, Fragments éditions, 1990
- Xavier Longobardi, préface d'Erik Orsenna, texte de Lydia Harambourg, Paris, Fragments éditions, 2000  (ISBN 2-912964-08-3)

#### Catalogues
- Abstraction 50, l'explosion des libertés, Ville de Rueil-Malmaison, 9 décembre 2011 - 19 mars 2012, Éditions du Valhermeil, 2011, 128 p. (reproductions : Sans titre, 1954, 23 × 25 cm, p. 13)  (ISBN 9 782354 670948).